# Bongabong
Bongabong és un municipi filipí de primera categoria pertanyent a la província illenca de Mindoro Oriental a la regió administrativa de Mimaropa. Amb una extensió de 498,20 km², té una població de 72. 073 persones, segons el cens de 2005. Per a les eleccions a la Cambra de Representants està enquadrat en el Segon Districte Electoral d'aquesta província.

## Geografia
El municipi de Bonganbong està situat a la part oriental de l'illa de Mindoro, a 104 km de Calapan, la capital provincial.
El seu terme limita al nord amb el municipi de Bansud; al sud amb els municipis de Mansalay i de Paclasan; a l'est amb el mar de Sibuyan, enfront de l'illa Maestre; i a l'oest amb el municipi de Sablayan.

## Barris
El municipi de Bonganbong es divideix, a efectes administratius, en 36 barangays o barris, conforme a la següent relació:
| Barangay      | Població (2016) |
| ------------- | --------------- |
| Anilao        | 2,956           |
| Batangan      | 1,279           |
| Bukal         | 783             |
| Camantigue    | 1,782           |
| Carmundo      | 1,649           |
| Cawayan       | 2,957           |
| Dayhagan      | 1,990           |
| Formon        | 1,587           |
| Hagan         | 3,397           |
| Hagupit       | 672             |
| Kaligtasan    | 2,467           |
| Labasan       | 4,713           |
| Labonan       | 1,562           |
| Libertad      | 1,736           |
| Lisap         | 6,075           |
| Luna          | 1,293           |
| Malitbog      | 3,131           |
| Mapang        | 825             |
| Masaguisi     | 2,257           |
| Morente       | 1,833           |
| Ogbot         | 1,171           |
| Orconuma      | 1,860           |
| Polusahi      | 1,011           |
| Sagana        | 2,699           |
| San Isidro    | 2,082           |
| San Jose      | 1,115           |
| San Juan      | 467             |
| Santa Cruz    | 1,215           |
| Sigange       | 1,348           |
| Tawas         | 1,485           |
| Poblacion     | 1,790           |
| Aplaya        | 2,702           |
| Bagumbayan I  | 2,323           |
| Bagumbayan II | 1,465           |
| Ipil          | 2,589           |
| Mina de Oro   | 1,807           |
| Total         | 72,073          |

## Demografia
Plantilla:Cens

## Govern Local
Càrrecs electes 2013-2016:
- Alcalde: Elgin Malaluan
- Tinent d'alcalde: Alfie Montalbo
- Consellers:
  - Richard S. Candelario
  - OwYe
  - Emy jo. Enriquez
  - Antonio M. Mendeja
  - Alvin M. Melendez
  - Robert H. Sosa
  - Rogelio C. Maulion
  - Dado K. Uns

## Patrimoni cultural
Al municipi de Bongabong s'hi troben:
- L'església parroquial catòlica de San José, consagrada el 1938, la qual forma part del Vicariat de Pax Christi de la Rectoria Apostòlica de Calapan sufragània de l'Arquidiòcesi de Lipà.
- Kuta Bongabong (Fuerza de Bongabong), una de les més antigues fortificacions colonials espanyoles existents a les Filipines, la qual es troba en ruïnes. Segons la cultura popular, va ser construïda en només una nit per nans. Tot i així, està combrobat per arqueòlegs del Museu Nacional de les Filipines, que el fort va construir-se i va ser remodelat durant anys.[3]

## Festivals
Les festivitats anuals de Bongabong són les següents:
- Festival de St. Joseph i Sulyog, 19 de març
- Dia de la Fundació de Bongabong, 7 de desembre

## Universitats
d'Educació:
- Universitat de Mindoro Oriental
- Universitat Innovadora de Ciència de les Tecnologies de la Informació (ICST) - Bongabong, Oriental Mindoro
- Universitat Estatal d'Agricultura i Tecnologia de Mindoro

de Tecnologia:
- Formon Institut Nacional
- St. Joseph Acadèmia
- Labasan Institut Nacional
- Vicente B. Ylagan Institut nacional
- Masaguisi Institut Nacional
- Dayhagan Institut Nacional
- Carmundo Institut Nacional
- Kaligtasan Institut Nacional
- Morente Institut Nacional
- Cawayan Institut Nacional

Escoles elementals:
- Moises Abante Escola Elemental Commemorativa
- Formon Escola Elemental
- Orconuma Escola Elemental
- Magdalena Umali Suyon Mem. Elem. Escola
- Sebastian Umali Mem. Elem. Escolar
- Iglicerio Lopez Mem. Elem. Escolar
- Kaligtasan Escola Elemental
- Cupang Escola Elemental
- Anilao Escola Elemental
- Masaguisi Escola Elemental
- Mina De Oro Escola Elemental
- Dayhagan Escola Elemental
- Labonan Escola Elemental
- Camantigue Escola Elemental
- Bagong Bayan Escola Central
- Cawayan Escola Elemental
- Luna Escola Elemental
- San Jose Escola Elemental
- Carmundo Escola Elemental
- Batangan Escola Elemental
- Morente Escola Elemental